# Dolldorf
Dolldorf ist ein Ortsteil der Gemeinde Balge im Landkreis Nienburg/Weser in Niedersachsen.
Der Ort liegt zwischen der B 6 und der östlich fließenden Weser. Am nördlichen Ortsrand von Dolldorf fließt der Kreuzbach, ein Nebenfluss des Blenhorster Baches. Hier befindet sich die denkmalgeschützte ehemalige Wassermühle Dolldorfer Eichenweg 31.
Dolldorf bildete seit dem 19. Jahrhundert zusammen mit den Nachbardörfern Blenhorst und Buchholz eine Gemeinde, die zunächst Blenhorst hieß, später in Dolldorf umbenannt wurde und nach dem Zweiten Weltkrieg wieder Blenhorst hieß.